# Gioiosa Ionica
Gioiosa Ionica – miejscowość i gmina we Włoszech, w regionie Kalabria, w prowincji Reggio Calabria.
Według danych na rok 2004 gminę zamieszkiwało 7050 osób, 201,4 os./km².